# Barrelhouse (band)

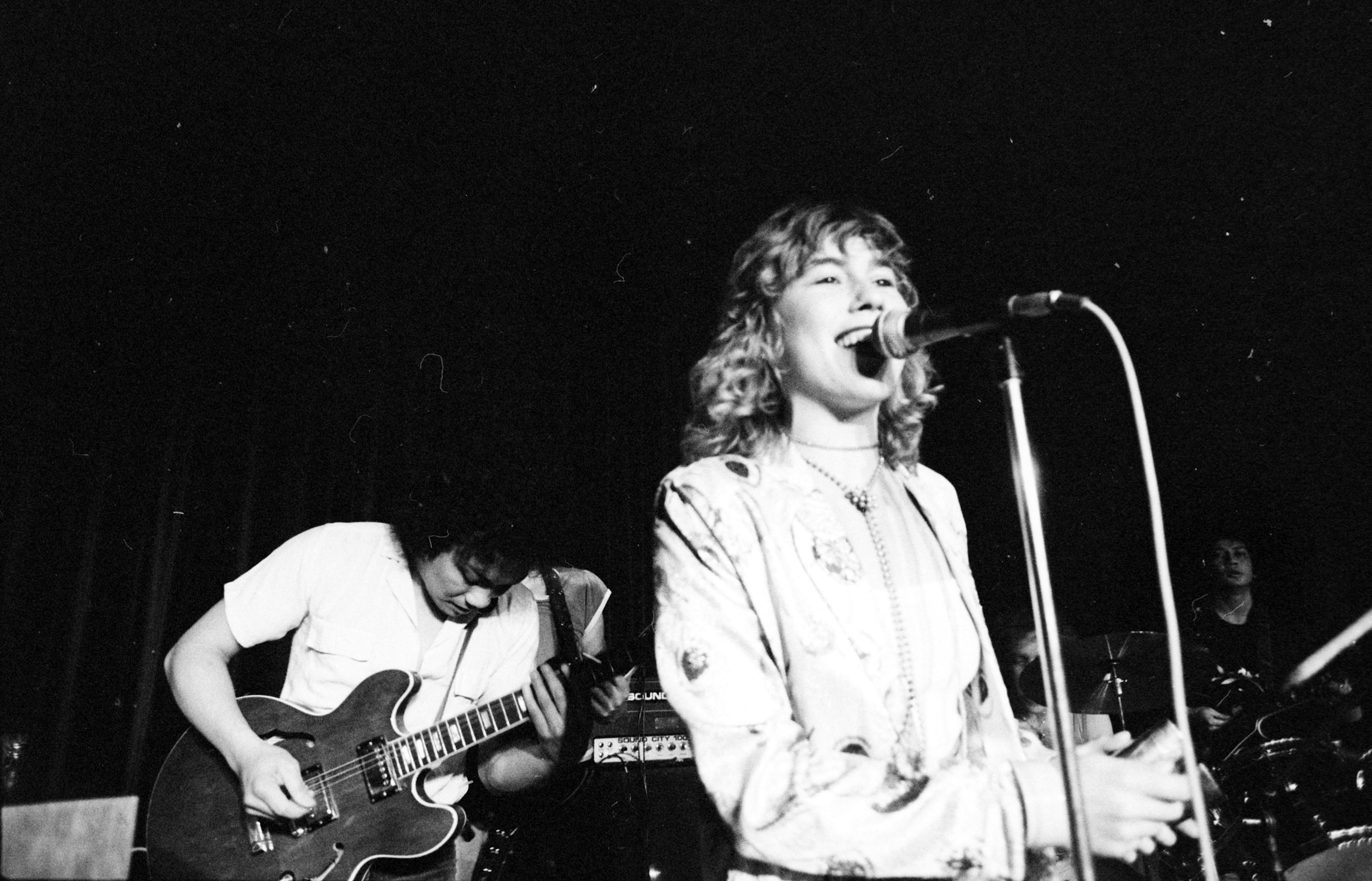
Optreden van Barrelhouse met Tineke Schoemaker (zang) in De Jansheeren, Heemskerk 1980

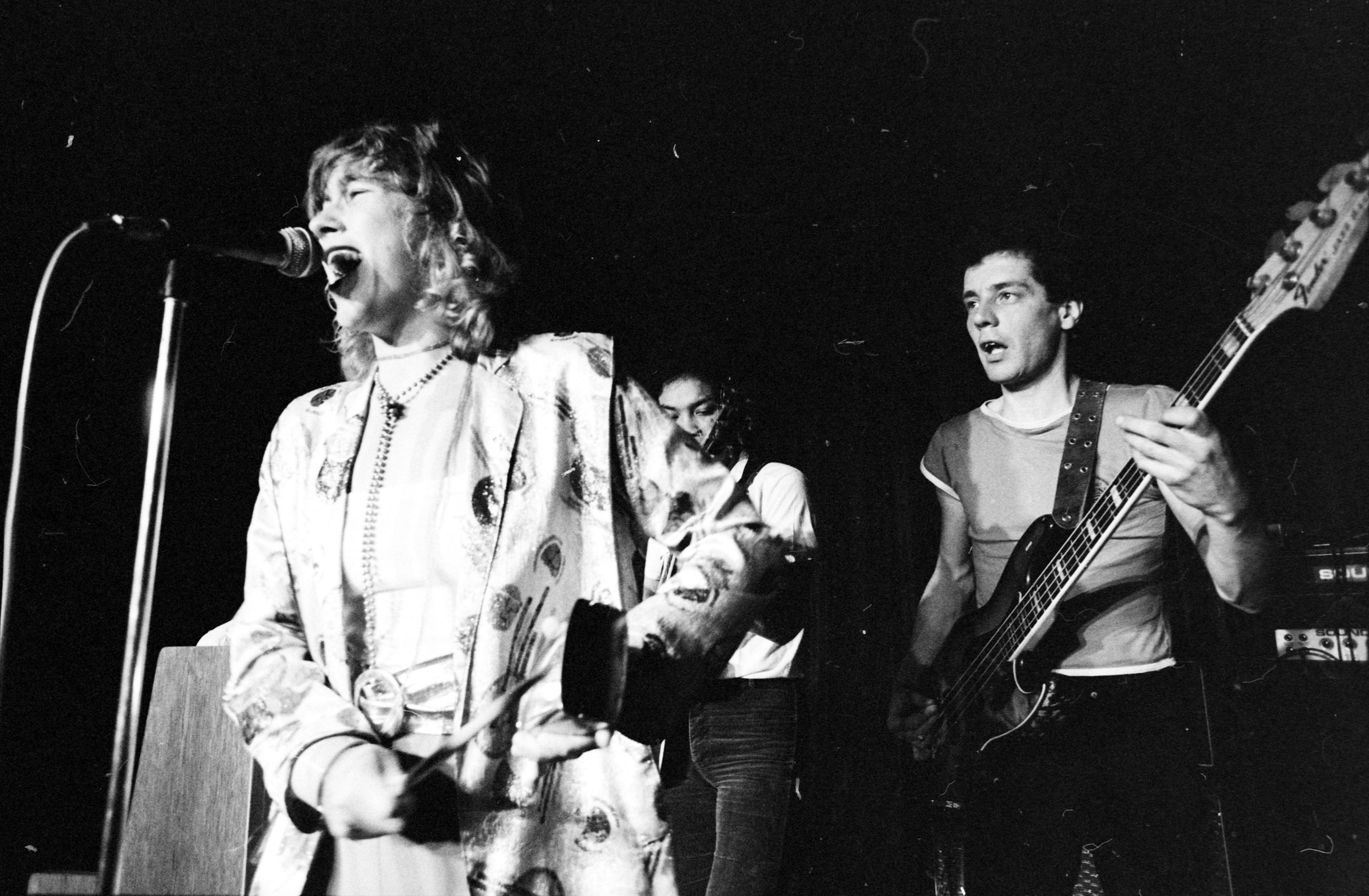

Barrelhouse is een Nederlandse bluesband die werd opgericht in 1974. Het bekendste nummer van de band is Beware.

## Geschiedenis
Barrelhouse bestaat sinds 1974. In 1975 verscheen het titelloze debuutalbum. Er volgden nog vijf albums, waaronder het live-album Hard To Cover, dat werd opgenomen in de Melkweg in Amsterdam. Begin jaren tachtig ging de band uit elkaar. In 1993 is er een begin gemaakt met nieuwe optredens in de originele bezetting. Nieuwe cd's met nieuw werk werden opgenomen. Hun laatste cd "Almost There" werd uitgebracht in september 2016 en in juni 2017 bekroond met een Edison; het publiek koos deze uit acht genomineerde cd's.
In 2019 bestond Barrelhouse 45 jaar, reden voor Munich Records/V2 om alle albums van Barrelhouse op cd uit te brengen: The Complete Album Collection. De uitgave ervan was in februari 2019. In 2020 kreeg de band voor de collectie een Edison.
In 2024 neemt Barrelhouse het hele jaar afscheid, onder de noemer Geen Podium te Klein-Geen Festival te Groot. Sinds 1974 speelt Barrelhouse in dezelfde bezetting. Eind december 2024 zou de band definitief stoppen, maar de optredens die in de herfst van 2024 werden uitgesteld worden in 2025 alsnog gespeeld. Deze optredens worden gespeeld zonder Guus LaPorte.

## Discografie
- Barrelhouse (1975)
- Who's Missing (1976)
- Hard to Cover (1978)
- Albert Collins with the Barrelhouse Live (1979)
- Beware...! (1979)
- Got To Get Together (1981)
- Blue ain't Blue (1983)
- Straight from the Shoulder Live (1984)
- Fortune Changes (1994)
- Time Frames (1998)
- Walking in Time (2002)
- Live (as long as it is, it's not what it will have been) (2004)
- DVD Live Has Many Faces (2006)
- Vintage Blues (2010)
- Almost There (2016)
- 45 Years On The Road 1974-2019 (Complete Album Collection; tien studio- en twee live-cd's) (2019)
- Albert Collins with the Barrelhouse Live - rerelease op vinyl (2021)

## Bezetting
- Tineke Schoemaker - zang
- Johnny LaPorte - gitaar
- Guus LaPorte - gitaar
- Han van Dam - piano
- Bob Dros - drums
- Jan Willem Sligting - bass, doublebass, accordeon

## Prijzen[3]
- Tineke Schoemaker werd in 2012 uitgeroepen tot "Beste blueszangeres van Nederland"
- Opgenomen in de "Dutch Blues Hall of Fame"
- Edison Jazzism publieksprijs 2017 voor het album "Almost There"
- Edison Jazz world document 2020 voor box 45 Years on the Road